# UCI Europe Tour 2005-2006
El UCI Europe Tour 2005-2006 fue la segunda temporada del calendario ciclístico internacional europeo. Se inició el 16 de octubre de 2005 con la Chrono des Nations y terminó el 12 de octubre de 2006 con el Giro del Piemonte.
El ganador fue el belga Niko Eeckhout, quién obtuvo 5 victorias en la temporada. Logró los triunfos en los Tres Días de Flandes Occidental, la Omloop van het Waasland, el Campeonato de Flandes, el Memorial Rik Van Steenbergen y el campeonato en ruta de su país.
Por equipos, el triunfo fue para el Acqua & Sapone-Caffè Mokambo, mientras Italia ganó por países.

## Carreras y categorías
El calendario contó con 306 carreras. De ellas, 103 fueron por etapas mientras que 203 fueron de un día.
Doscientos ochenta y nueve carreras fueron para categoría élite y 17 competiciones fueron para categoría sub-23 (incluyendo la carrera en ruta y contrarreloj del campeonato europeo).
Las carreras élite fueron veintisiete.HC (máxima categoría), seguido de ciento treinta y cuatro competiciones.1 y ciento veintiocho.2.
| Carreras   | Categoría | Cantidad |
| ---------- | --------- | -------- |
| Por etapas | 2.HC      | 12       |
| Por etapas | 2.1       | 40       |
| Por etapas | 2.2       | 45       |
| Por etapas | 2.2U      | 6        |
| Un día     | 1.HC      | 15       |
| Un día     | 1.1       | 94       |
| Un día     | 1.2       | 83       |
| Un día     | 1.2U      | 9        |
| Un día     | CC        | 2        |

### Categorías
Las carreras de máxima categoría (y por ende, en las que se obtuvieron más puntos para el ranking) fueron 27, una más que en la primera temporada. Respecto a esta última, dos carreras ascendieron, la Vuelta a Austria y la Carrera de la Paz, mientras que una desapareció, la Semana Catalana.
| Carrera                  | Categoría |
| ------------------------ | --------- |
| Gran Premio de Fráncfort | 1.HC      |
| Vuelta a Baviera         | 2.HC      |
| Vuelta a Austria         | 2.HC      |
| París-Bruselas           | 1.HC      |
| Omloop Het Volk          | 1.HC      |
| E3 Prijs Harelbeke       | 1.HC      |
| Scheldeprijs Vlaanderen  | 1.HC      |
| Tres Días de La Panne    | 2.HC      |
| Tour de Valonia          | 2.HC      |
| Vuelta a Dinamarca       | 2.HC      |
| Bicicleta Vasca          | 2.HC      |
| Vuelta a Burgos          | 2.HC      |
| Gran Premio de Fourmies  | 1.HC      |
| Critérium Internacional  | 2.HC      |
| Cuatro Días de Dunkerque | 2.HC      |

| Carrera               | Categoría |
| --------------------- | --------- |
| Milán-Turín           | 1.HC      |
| Giro de Lazio         | 1.HC      |
| Tre Valli Varesine    | 1.HC      |
| Giro del Veneto       | 1.HC      |
| Coppa Placci          | 1.HC      |
| Giro de Emilia        | 1.HC      |
| Giro del Piemonte     | 1.HC      |
| Tour de Luxemburgo    | 2.HC      |
| Veenendaal-Veenendaal | 1.HC      |
| Vuelta a Portugal     | 2.HC      |
| Carrera de la Paz     | 2.HC      |
| G. P. Kanton Aargau   | 1.HC      |

## Calendario

### Octubre 2005
| Fecha | Carrera             | Cat. | Ganador         | Equipo                       |
| ----- | ------------------- | ---- | --------------- | ---------------------------- |
| 16    | Chrono des Nations  | 1.1  | Ondřej Sosenka  | Acqua & Sapone-Caffè Mokambo |
| 16    | Escalada a Montjuic | 1.2  | Samuel Sánchez  | Euskaltel-Euskadi            |
| 22    | Florencia-Pistoia   | 1.1  | Sergiy Matveyev | Cerámica Panaria-Navigare    |

### Enero 2006
| Fecha | Carrera                            | Cat. | Ganador     | Equipo     |
| ----- | ---------------------------------- | ---- | ----------- | ---------- |
| 31    | Gran Premio Ciclista la Marsellesa | 1.1  | Baden Cooke | Unibet.com |

### Febrero 2006
| Fecha    | Carrera                              | Cat. | Ganador                 | Equipo                                |
| -------- | ------------------------------------ | ---- | ----------------------- | ------------------------------------- |
| 1 al 5   | Estrella de Bessèges                 | 2.1  | Frederik Willems        | Chocolade Jacques-Topsport Vlaanderen |
| 4        | Gran Premio Costa de los Etruscos    | 1.1  | Alessandro Petacchi     | Milram                                |
| 5        | Trofeo Mallorca                      | 1.1  | Isaac Gálvez            | Caisse d'Epargne-Illes Balears        |
| 6        | Trofeo Alcudia                       | 1.1  | Isaac Gálvez            | Caisse d'Epargne-Illes Balears        |
| 7        | Trofeo Pollensa                      | 1.1  | David Bernabéu          | Comunidad Valenciana                  |
| 8        | Trofeo Sóller                        | 1.1  | Paolo Bettini           | Quick Step-Innergetic                 |
| 8 al 12  | Tour del Mediterráneo                | 2.1  | Cyril Dessel            | Ag2r Prévoyance                       |
| 9        | Trofeo Calviá                        | 1.1  | David Kopp              | Gerolsteiner                          |
| 9 al 12  | Gran Premio Internacional Costa Azul | 2.1  | Robbie McEwen           | Davitamon-Lotto                       |
| 12 al 16 | Vuelta a Andalucía                   | 2.1  | Carlos García Quesada   | Unibet.com                            |
| 14       | Trofeo Laigueglia                    | 1.1  | Alessandro Ballan       | Lampre-Fondital                       |
| 15 al 19 | Vuelta al Algarve                    | 2.1  | João Cabreira           | Milaneza-Maia                         |
| 18       | Tour du Haut-Var                     | 1.1  | Leonardo Bertagnolli    | Cofidis                               |
| 19       | Clásica Haribo                       | 1.1  | Arnaud Coyot            | Cofidis                               |
| 21 al 25 | Vuelta a la Comunidad Valenciana     | 2.1  | Antonio Colom           | Caisse d'Epargne-Illes Balears        |
| 25       | Beverbeek Classic                    | 1.2  | Evert Verbist           | Chocolade Jacques-Topsport Vlaanderen |
| 25       | Gran Premio Chiasso                  | 1.1  | Remmert Wielinga        | Quick Step-Innergetic                 |
| 25       | Omloop Het Volk                      | 1.HC | Philippe Gilbert        | Française des Jeux                    |
| 26       | Clásica de Almería                   | 1.1  | Francisco Pérez Sánchez | Caisse d'Epargne-Illes Balears        |
| 26       | Kuurne-Bruselas-Kuurne               | 1.1  | Nick Nuyens             | Quick Step-Innergetic                 |
| 26       | Gran Premio de Lugano                | 1.1  | Paolo Bettini           | Quick Step-Innergetic                 |

### Marzo 2006
| Fecha    | Carrera                             | Cat.  | Ganador              | Equipo                                |
| -------- | ----------------------------------- | ----- | -------------------- | ------------------------------------- |
| 1        | Le Samyn                            | 1.1   | Renaud Dion          | Ag2r Prévoyance                       |
| 1 al 5   | Vuelta a Murcia                     | 2.1   | José Iván Gutiérrez  | Caisse d'Epargne-Illes Balears        |
| 3 al 5   | Tres Días de Flandes Occidental     | 2.1   | Niko Eeckhout        | Chocolade Jacques-Topsport Vlaanderen |
| 4        | Milán-Turín                         | 1.HC  | Igor Astarloa        | Barloworld                            |
| 4        | Flecha Flamenca                     | 1.2   | Evert Verbist        | Chocolade Jacques-Topsport Vlaanderen |
| 5        | Gran Premio Villa de Lillers        | 1.2   | Markus Eichler       | Regiostrom-Senges                     |
| 5        | Trofeo Zssdi                        | 1.2   | Marco Bandiera       |                                       |
| 5        | Monts du Luberon-Trofeo Luc Leblanc | 1.2   | Rene Mandri          | Auber 93                              |
| 6        | Giro de la Provincia de Lucca       | 1.1   | Alessandro Petacchi  | Milram                                |
| 9 al 12  | Vuelta al Distrito de Santarém      | 2.1   | Lars Boom            | Rabobank Continental                  |
| 12       | Giro del Lago Maggiore              | 1.2   | Giairo Ermeti        | Team L.P.R.                           |
| 12       | París-Troyes                        | 1.2   | Yury Trofimov        | Omnibike Dynamo Moscou                |
| 12       | Trofeo Franco Balestra              | 1.2   | Aurélien Passeron    | Pedale Larigiano                      |
| 12       | Omloop van het Waasland             | 1.2   | Niko Eeckhout        | Chocolade Jacques-Topsport Vlaanderen |
| 12       | Porec Trophy                        | 1.2   | Simon Špilak         | Adria Mobil                           |
| 15       | Nokere Koerse                       | 1.1   | Bert Roesems         | Davitamon-Lotto                       |
| 16 al 19 | Istrian Spring Trophy               | 2.2   | Borut Božič          | Peruntnina Ptuj                       |
| 17       | Clásica de Loire-Atlantique         | 1.2   | Sergey Kolesnikov    | Omnibike Dynamo Moscou                |
| 19       | Gran Premio Cholet-Pays de Loire    | 1.1   | Christopher Sutton   | Cofidis                               |
| 19       | Roue Tourangelle                    | 1.2   | Sergey Kolesnikov    | Omnibike Dynamo Moscou                |
| 19       | Gran Premio San Giuseppe            | 1.2   | Antonio Bucciero     |                                       |
| 20 al 24 | Vuelta a Castilla y León            | 2.1   | Alexandre Vinokourov | Liberty Seguros-Würth                 |
| 20 al 26 | Tour de Normandía                   | 2.2   | Kai Reus             | Rabobank Continental                  |
| 21 al 25 | Settimana Coppi e Bartali           | 2.1   | Damiano Cunego       | Lampre-Fondital                       |
| 22       | A través de Flandes                 | 1.1   | Frederik Veuchelen   | Chocolade Jacques-Topsport Vlaanderen |
| 22       | Gran Premio Waregem                 | 1.2 U | Jelle Vanendert      | Bodysol-Win For Life-Jong Vlaanderen  |
| 23 al 26 | The Paths of King Nikola            | 2.2   | Radoslav Rogina      | Peruntnina Ptuj                       |
| 25       | E3 Prijs Harelbeke                  | 1.HC  | Tom Boonen           | Quick Step-Innergetic                 |
| 25 al 26 | Critérium Internacional             | 2.HC  | Ivan Basso           | CSC                                   |
| 26       | Flecha Brabanzona                   | 1.1   | Óscar Freire         | Rabobank                              |
| 26       | Giro del Mendrisiotto               | 1.2   | Daniele De Paoli     | Team L.P.R.                           |
| 28 al 30 | Tres Días de La Panne               | 2.HC  | Leif Hoste           | Discovery Channel                     |
| 29 al 2  | Cinturón a Mallorca                 | 2.2   | Pavel Brutt          | Tinkoff Restaurants                   |
| 31       | Route Adélie                        | 1.1   | Samuel Dumoulin      | Ag2r Prévoyance                       |

### Abril 2006
| Fecha    | Carrera                                      | Cat. | Ganador               | Equipo                       |
| -------- | -------------------------------------------- | ---- | --------------------- | ---------------------------- |
| 1        | Hel van het Mergelland                       | 1.1  | Mikhaylo Khalilov     | Team L.P.R.                  |
| 1        | Gran Premio Miguel Induráin                  | 1.1  | Fabian Wegmann        | Gerolsteiner                 |
| 1        | Boucle de l'Artois                           | 1.2  | Alexander Khatuntsev  | Omnibike Dynamo Moscou       |
| 2        | Gran Premio de la Villa de Rennes            | 1.1  | Paride Grillo         | Ceramica Panaria-Navigare    |
| 2        | Trofeo Banca Popular de Vicenza              | 1.2U | Ermanno Capelli       | Unidelta Bottoli Arvedi      |
| 4 al 7   | Circuito de la Sarthe                        | 2.1  | Stefan Schumacher     | Gerolsteiner                 |
| 5 al 9   | Semana Lombarda                              | 2.2  | Robert Gesink         | Rabobank Continental         |
| 5 al 9   | Tour de Grecia                               | 2.2  | Pavel Brutt           | Tinkoff Restaurants          |
| 6        | Gran Premio Pino Cerami                      | 1.1  | Sebastian Langeveld   | Skil-Shimano                 |
| 7 al 9   | Circuito de las Ardenas                      | 2.2  | Sergey Kolesnikov     | Omnibike Dynamo Moscou       |
| 8        | Tour de Drenthe                              | 1.1  | Markus Eichler        | Regiostrom-Senges            |
| 9        | Klasika Primavera                            | 1.1  | Carlos Sastre         | CSC                          |
| 12       | La Côte Picarde                              | 1.2U | Guillaume Levarlet    | CC Nogent-sur-Oise           |
| 12       | Scheldeprijs Vlaanderen                      | 1.HC | Tom Boonen            | Quick Step-Innergetic        |
| 12 al 16 | Tour de Loir-et-Cher                         | 2.2  | Jacob Moe Rasmussen   | Team GLS                     |
| 13       | Gran Premio de Denain                        | 1.1  | Jimmy Casper          | Cofidis                      |
| 13 al 16 | Rhône-Alpes Isère Tour                       | 2.2  | Tomislav Dančulović   | Perutnina Ptuj               |
| 15       | Tour de Finisterre                           | 1.1  | Sergey Kolesnikov     | Omnibike Dynamo Moscou       |
| 15       | Salzkammergut-Giro                           | 1.2  | Markus Eibegger       |                              |
| 16       | Giro d'Oro                                   | 1.1  | Damiano Cunego        | Lampre-Fondital              |
| 16       | Tour de Düren                                | 1.2  | Elnathan Heizmann     | Regiostrom-Senges            |
| 16       | Tro Bro Leon                                 | 1.1  | Mark Renshaw          | Crédit Agricole              |
| 16       | Gran Premio de la Ville de Nogent-sur-Oise   | 1.2  | Jos Pronk             | ProComm-Van Hemert           |
| 17       | Tour de Colonia                              | 1.1  | Christian Knees       | Milram                       |
| 17       | Giro del Belvedere                           | 1.2  | Fabrizio Galeazzi     | Zalf Désirée Fior            |
| 18       | París-Camembert                              | 1.1  | Anthony Geslin        | Bouygues Telecom             |
| 18       | Gran Premio Palio del Recioto                | 1.2  | Ermanno Capelli       | Unidelta Gls Garda           |
| 18 al 21 | Giro del Trentino                            | 2.1  | Damiano Cunego        | Lampre-Fondital              |
| 19 al 23 | Vuelta a la Baja Sajonia                     | 2.1  | Alessandro Petacchi   | Milram                       |
| 21 al 23 | Vuelta a La Rioja                            | 2.1  | Ricardo Serrano       | Kaiku                        |
| 22       | Grand Prix de Villers-Cotterêts              | 1.1  | Émilien-Benoît Bergès | Auber 93                     |
| 22 al 26 | Gran Premio de Sochi                         | 2.2  | Sergey Kolesnikov     | Omnibike Dynamo Moscou       |
| 23       | Giro de los Apeninos                         | 1.1  | Rinaldo Nocentini     | Acqua & Sapone-Caffè Mokambo |
| 23       | Vuelta a Holanda Septentrional               | 1.2  | Kai Reus              | Rabobank Continental         |
| 23       | Paris-Mantes-en-Yvelines                     | 1.2  | Alexander Serov       | Tinkoff Restaurants          |
| 23       | Tour de Flandes sub-23                       | 1.2U | Kevyn Ista            | Roubaix-Lille Métropole      |
| 25       | Gran Premio della Liberazione                | 1.2  | Matthew Goss          | Southaustralia.com-AIS       |
| 25 al 1  | Tour de Bretaña                              | 2.2  | Dries Devenyns        | Davitamon-Lotto              |
| 26 al 30 | Vuelta a Renania-Palatinado                  | 2.1  | René Haselbacher      | Gerolsteiner                 |
| 26 al 1  | Giro de las Regiones                         | 2.2U | Dmytro Grabovskyy     |                              |
| 28 al 30 | Szlakiem Grodów Piastowskich                 | 2.1  | Tomasz Kiendyś        | Team Knauf                   |
| 29       | Gran Premio Herning                          | 1.1  | Allan Johansen        | CSC                          |
| 29       | Gran Premio Industria y Artigianato-Larciano | 1.1  | Damiano Cunego        | Lampre-Fondital              |
| 30       | Aarhus Classic                               | 1.1  | Erwin Thijs           | Unibet.com                   |
| 30       | Giro de Toscana                              | 1.1  | Przemysław Niemiec    | Miche                        |
| 30       | Trofeo de los Escaladores                    | 1.1  | Didier Rous           | Bouygues Telecom             |
| 30 al 7  | Tour de Turquía                              | 2.2  | Ghader Mizbani        | Giant Asia Racing Team       |

### Mayo 2006
| Fecha    | Carrera                           | Cat. | Ganador               | Equipo                                         |
| -------- | --------------------------------- | ---- | --------------------- | ---------------------------------------------- |
| 1        | Gran Premio de Fráncfort          | 1.HC | Stefano Garzelli      | Liquigas                                       |
| 1        | Lieja-Bastoña-Lieja sub-23        | 1.2U | Kai Reus              | Rabobank Continental                           |
| 1        | Memoriał Andrzeja Trochanowskiego | 1.2  | Piotr Chmielewski     | CCC Polsat                                     |
| 1        | Gran Premio del 1 de Mayo         | 1.2  | Jean-Philippe Dony    | Pôle Continental Wallon-Bergasol-Euro Millions |
| 2        | Copa Ciudad de Asti               | 1.2  | Oscar Gatto           | Zalf Désirée Fior                              |
| 2        | Gran Premio de Moscú              | 1.2  | Alexander Khatuntsev  | Omnibike Dynamo Moscou                         |
| 3        | Mayor Cup                         | 1.2  | Normunds Lasis        | Rietumu Bank-Riga                              |
| 3 al 6   | Giro del Friuli Venezia Giulia    | 2.2  | Boris Shpilevsky      | A.C.S. Gruppo Lupi                             |
| 3 al 7   | Vuelta a Extremadura              | 2.2  | Pedro Romero Ocampo   | Spiuk-Extremadura                              |
| 3 al 7   | Cuatro Días de Dunkerque          | 2.HC | Roberto Petito        | Tenax-Salmilano                                |
| 5 al 9   | Cinco Anillos de Moscú            | 2.2  | Alexander Khatuntsev  | Omnibike Dynamo Moscou                         |
| 6        | Tour de Overijssel                | 1.2  | Peter Möhlmann        | Fondas- P3Transfert                            |
| 6 al 7   | Clásica de Alcobendas             | 2.1  | Jan Hruška            | 3 Molinos Resort                               |
| 7        | Omloop der Kempen                 | 1.2  | Evgeny Popov          | Rabobank Continental                           |
| 7        | Gran Premio Industria del Mármol  | 1.2  | David Garbelli        | GS San Marco Concrete Caneva                   |
| 7        | Circuito del Porto-Trofeo Arvedi  | 1.2  | Manolo Zanella        | Zalf Désirée Fior                              |
| 9 al 14  | Tour de Thuringe                  | 2.2U | Tony Martin           | Thüringer Energie                              |
| 11       | Memorial Oleg Dyachenko           | 1.2  | Aleksandr Kuschynski  | Ceramica Flaminia                              |
| 11 al 15 | Vuelta a la Comunidad de Madrid   | 2.2  | Sergi Escobar         | Grupo Nicolás Mateos                           |
| 12 al 14 | Tour de Picardie                  | 2.1  | Jimmy Casper          | Cofidis                                        |
| 13 al 20 | Carrera de la Paz                 | 2.HC | Giampaolo Cheula      | Barloworld                                     |
| 13 al 21 | Tour de Olympia                   | 2.2  | Tom Veelers           | Rabobank Continental                           |
| 18 al 21 | Circuito de Lorena                | 2.1  | Mauricio Soler        | Acqua & Sapone-Caffè Mokambo                   |
| 18 al 21 | Ronde d'Isard                     | 2.2U | Ignatas Konovalovas   | VC La Pomme Marseille                          |
| 19 al 20 | Giro de la Provincia de Cosenza   | 2.2  | Francesco Reda        | Publisport La Spezia                           |
| 21       | Grand Prix Möbel Alvisse          | 1.2  | Gabriel Rasch         | Maxbo Bianchi                                  |
| 21       | Neuseen Classics                  | 1.2  | Danilo Hondo          | Lamonta                                        |
| 21       | Clásica Memorial Txuma            | 1.2U | Mikhail Ignatiev      | Tinkoff Credit Systems                         |
| 21 al 28 | FBD Insurance Ras                 | 2.2  | Kristian House        | Recycling.co.uk                                |
| 23 al 28 | Vuelta a Navarra                  | 2.2  | Jesús Tendero         | Vina Magna-Cropu                               |
| 24 al 28 | Vuelta a Bélgica                  | 2.1  | Maarten Tjallingii    | Skil-Shimano                                   |
| 24 al 28 | Vuelta a Baviera                  | 2.HC | José Alberto Martínez | Agritubel                                      |
| 24 al 28 | Vuelta al Alentejo                | 2.1  | Sérgio Ribeiro        | Barbot-Halcon                                  |
| 25       | Tour de Vendée                    | 1.1  | Mikel Gaztañaga       | Atom                                           |
| 25 al 28 | Tour de Gironde                   | 2.2  | Jérôme Bonnace        | U.C. Châteauroux-Laboratoires Fenioux          |
| 25 al 28 | Flèche du Sud                     | 2.2  | Geraint Thomas        | Reino Unido                                    |
| 26       | E.O.S Tallin G.P.                 | 1.1  | Janek Tombak          | Kalev Chocolate                                |
| 26       | Gran Premio Hydraulika Mikolasek  | 1.2  | Jure Golčer           | Perutnina Ptuj                                 |
| 27       | GP Tartu                          | 1.1  | Wojciech Pawlak       | Knauf                                          |
| 27       | Gran Premio de Plumelec-Morbihan  | 1.1  | Cédric Hervé          | Bretagne-Jean Floc'h                           |
| 27       | Grand Prix Kooperativa            | 1.2  | Peter Velits          | Konica Minolta-Bizhub                          |
| 28       | Boucles de l'Aulne                | 1.1  | Johan Coenen          | Unibet.com                                     |
| 28       | Gran Premio de Llodio             | 1.1  | Jaume Rovira          | Andalucia-Paul Versan                          |
| 28       | Grand Prix Palma                  | 1.2  | Boštjan Mervar        | Perutnina Ptuj                                 |
| 28       | París-Roubaix sub-23              | 1.2U | Tom Veelers           | Rabobank Continental                           |
| 31 al 4  | Tour de Luxemburgo                | 2.HC | Christian Vande Velde | CSC                                            |
| 31 al 4  | Bicicleta Vasca                   | 2.HC | Koldo Gil             | Saunier Duval-Prodir                           |

### Junio 2006
| Fecha    | Carrera                                                | Cat. | Ganador             | Equipo                               |
| -------- | ------------------------------------------------------ | ---- | ------------------- | ------------------------------------ |
| 2        | Trofeo Alcide Degasperi                                | 1.2  | Matthew Lloyd       | Southaustralia.com-AIS               |
| 2 al 5   | Tour de Berlín                                         | 2.2U | Alex Rasmussen      | Dinamarca                            |
| 3        | Gran Premio de Schwarzwald                             | 1.1  | Jure Golčer         | Perutnina Ptuj                       |
| 3        | Memorial Marco Pantani                                 | 1.1  | Daniele Bennati     | Lampre-Fondital                      |
| 3        | Gran Premio de Kranj                                   | 1.2  | Boštjan Mervar      | Perutnina Ptuj                       |
| 4        | G. P. Kanton Aargau                                    | 1.HC | Beat Zberg          | Gerolsteiner                         |
| 4        | Memorial Philippe Van Coningsloo                       | 1.2  | Kevin Maene         | Landbouwkrediet-Colnago              |
| 4        | Riga Grand Prix                                        | 1.2  | Sergey Kolesnikov   | Omnibike Dynamo Moscou               |
| 4        | Coppa della Pace                                       | 1.2  | Alexandre Filippov  | Amore & Vita-McDonald's              |
| 5 al 10  | Vuelta a Lérida                                        | 2.2  | Mikhail Ignatiev    | Tinkoff Restaurants                  |
| 6 al 11  | Baltyk-Karkonosze Tour                                 | 2.2  | Bartłomiej Matysiak | Legia-Bazyliszek                     |
| 7        | Veenendaal-Veenendaal                                  | 1.HC | Tom Boonen          | Quick Step-Innergetic                |
| 7 al 11  | Ringerike Grand Prix                                   | 2.2  | Gabriel Rasch       | Maxbo Bianchi                        |
| 8 al 11  | Tour de Eslovenia                                      | 2.1  | Tomaž Nose          | Adria Mobil                          |
| 8 al 11  | Gran Premio CTT Correios de Portugal                   | 2.1  | Jordi Grau          | L.A. Aluminios-Liberty Seguros       |
| 9 al 18  | Giro Ciclístico de Italia                              | 2.2  | Dario Cataldo       | Monsummanese Bedogni Praga Natalini  |
| 10 al 11 | OZ Wielerweekend                                       | 2.2  | Niki Terpstra       | Ubbink-Syntec                        |
| 11       | Flèche Hesbignonne                                     | 1.2  | Erwin Thijs         | Unibet.com                           |
| 13 al 18 | Vuelta a Serbia                                        | 2.2  | Ivaïlo Gabrovski    | Flandes                              |
| 14       | Subida al Naranco                                      | 1.1  | Fortunato Baliani   | Ceramica Panaria-Navigare            |
| 14 al 17 | Ster Elektrotoer                                       | 2.1  | Kurt Asle Arvesen   | CSC                                  |
| 14 al 20 | Circuito Montañés                                      | 2.2  | Robert Gesink       | Rabobank Continental                 |
| 15 al 18 | Ruta del Sur                                           | 2.1  | Thomas Voeckler     | Bouygues Telecom                     |
| 15 al 18 | Boucles de la Mayenne                                  | 2.2  | Koji Fukushima      | Cycle Racing Vang                    |
| 15 al 18 | Tour de Mainfranken                                    | 2.2  | Sebastian Schwager  | Thüringer Energie                    |
| 16 al 20 | Vuelta a Asturias                                      | 2.1  | Óscar Sevilla       | T-Mobile                             |
| 21       | Halle-Ingooigem                                        | 1.1  | Baden Cooke         | Unibet.com                           |
| 21       | Tour de Frise                                          | 1.1  | Aart Vierhouten     | Skil-Shimano                         |
| 25       | Giro delle Valli Aretine                               | 1.2  | Federico Canuti     | Futura                               |
| 27       | Trofeo Ciudad de Brescia                               | 1.2  | Roberto Ferrari     | Tenax-Salmilano                      |
| 28       | Internationale Wielertrofee Jong Maar Moedig           | 1.2  | Greg Van Avermaet   | Bodysol-Win For Life-Jong Vlaanderen |
| 28 al 1  | Gran Premio Ciclista de Gemenc                         | 2.2  | Martin Prázdnovský  | Sparebanken Vest                     |
| 28 al 2  | Carrera de la Solidaridad y de los Campeones Olímpicos | 2.1  | Robert Radosz       | DHL-Author                           |

### Julio 2006
| Fecha    | Carrera                                    | Cat. | Ganador                      | Equipo                      |
| -------- | ------------------------------------------ | ---- | ---------------------------- | --------------------------- |
| 1        | Tour de Jura                               | 1.2  | Andreas Schillinger          | Milram Continental          |
| 2        | Tour de Doubs                              | 1.1  | Yoann Le Boulanger           | Bouygues Telecom            |
| 2        | Rund um den Elm                            | 1.2  | Markus Eichler               | Regiostrom-Senges           |
| 2        | De Drie Zustersteden                       | 1.2  | Gerrit Soepenberg            | Fondas-P3 Trnasfert         |
| 3 al 9   | Vuelta a Austria                           | 2.HC | Tom Danielson                | Discovery Channel           |
| 5 al 9   | Troféu Joaquim Agostinho                   | 2.1  | Danail Petrov                | Milaneza-Maia               |
| 8        | Giro della Vasesia 1                       | 1.2  | Francesco Tizza              | Sc Pagnoncelli Ngc Perrel   |
| 9        | Giro della Vasesia 2                       | 1.2  | Piotr Zieliński              | Bretagne-Jean Floc'h        |
| 9        | Gran Premio de Dourges-Hénin-Beaumont      | 1.2  | Markus Eichler               | Regiostrom-Senges           |
| 14       | Campeonato de Europa Contrarreloj          | CC   | Dmytro Grabovskyy            | Ucrania                     |
| 15       | Cronoscalata Gardone V.T.-Prati di Caregno | 1.2  | Simone Stortoni              | Lucchini Neri Nuova Comauto |
| 15 al 24 | Way to Pekin                               | 2.2  | Alexander Erofeev            |                             |
| 16       | Campeonato de Europe en Ruta               | CC   | Benoît Sinner                | Francia                     |
| 16       | Coppa Colli Briantei Internazionale        | 1.2  | Marco Cattaneo               | NGC-Pagnoncelli-Perrel      |
| 16       | Pomorski Klasyk                            | 1.2  | Krzysztof Jeżowski           | Knauf                       |
| 16       | Giro del Casentino                         | 1.2  | Sacha Modolo                 | Zalf Désirée Fior           |
| 19 al 23 | Vuelta a Sajonia                           | 2.1  | Vladimir Gusev               | Discovery Channel           |
| 20 al 23 | Brixia Tour                                | 2.1  | Davide Rebellin              | Gerolsteiner                |
| 22       | Grand Prix Bradlo                          | 1.2  | Adam Hansen                  | Aposport Krone Linz         |
| 22       | Gran Premio Cristal Energie                | 1.2  | Carlos Torrent               | Viña Magna-Cropu            |
| 23       | Gran Premio de la Villa de Pérenchies      | 1.2  | Tony Cavet                   | VC Evreux                   |
| 23       | Gran Premio Demy-Cars                      | 1.2  | Fredrik Johansson            | Differdange-Apiflo Vacances |
| 23       | Gran Premio Inda                           | 1.2  | Wojciech Dybel               | MGK Vis Norda               |
| 24 al 28 | Tour de Valonia                            | 2.HC | Fabrizio Guidi               | Phonak                      |
| 25       | Clásica de Ordizia                         | 1.1  | Félix Cárdenas               | Barloworld                  |
| 25 al 29 | Dookola Mazowsza                           | 2.2  | Tomasz Kiendyś               | Knauf                       |
| 27       | Internatie Reningelst                      | 1.2  | Robby Meul                   | Jartazi-7Mobile             |
| 29       | Luk Challenge                              | 1.1  | Markus Fothen/Sebastian Lang | Gerolsteiner                |
| 30       | Polynormande                               | 1.1  | Anthony Charteau             | Crédit Agricole             |
| 30       | Scandinavian Race Uppsala                  | 1.2  | Edvald Boasson Hagen         | Maxbo Bianchi               |
| 31       | Circuito de Guecho                         | 1.1  | Mikel Gaztañaga              | Atom                        |
| 31 al 4  | Tour de los Pirineos                       | 2.2  | Enrique Salgueiro            | Spiuk-Extremadura           |

### Agosto 2006
| Fecha    | Carrera                                                  | Cat. | Ganador               | Equipo                                |
| -------- | -------------------------------------------------------- | ---- | --------------------- | ------------------------------------- |
| 2 al 3   | París-Corrèze                                            | 2.1  | Didier Rous           | Bouygues Telecom                      |
| 2 al 6   | Vuelta a León                                            | 2.2  | José Antonio Carrasco | Alfus Tedes-Garbialdi                 |
| 2 al 6   | Vuelta a Dinamarca                                       | 2.HC | Fabian Cancellara     | CSC                                   |
| 3        | Gran Premio Ciudad de Camaiore                           | 1.1  | Luca Paolini          | Liquigas                              |
| 4 al 13  | Tour de Guadalupe                                        | 2.2  | Martin Prázdnovský    | Sparebanken Vest                      |
| 5        | Giro de Lazio                                            | 1.HC | Giuliano Figueras     | Lampre-Fondital                       |
| 5        | Gran Premio Folignano                                    | 1.2  | Rocco Capasso         | S.C. Centro Della Calzatura           |
| 5 al 15  | Vuelta a Portugal                                        | 2.HC | David Blanco          | Comunidad Valenciana                  |
| 6        | Trofeo Matteotti                                         | 1.1  | Ruslan Pidgornyy      | Tenax-Salmilano                       |
| 6 al 9   | Tour de l'Ain                                            | 2.1  | Cyril Dessel          | Ag2r Prévoyance                       |
| 6 al 10  | Vuelta a Burgos                                          | 2.HC | Iban Mayo             | Euskaltel-Euskadi                     |
| 8        | G. P. Fred Mengoni                                       | 1.1  | Andrea Tonti          | Acqua & Sapone-Caffè Mokambo          |
| 9        | Trofeo Ciudad de Castelfidardo                           | 1.1  | Paolo Bossoni         | Tenax-Salmilano                       |
| 12       | Tour de Hainleite                                        | 1.1  | Jens Voigt            | CSC                                   |
| 12       | Gran Premio Ciudad de Felino                             | 1.2  | Roberto Ferrari       | Tenax-Salmilano                       |
| 12       | Copa de los Carpatos                                     | 1.2  | Roman Broniš          | Dukla Trencin                         |
| 13       | Tour de Bochum                                           | 1.1  | Jens Voigt            | CSC                                   |
| 13       | Memorial Henryka Lasaka                                  | 1.1  | Petr Benčík           | PSK Whirlpool                         |
| 13       | Subida a Urkiola                                         | 1.1  | Iban Mayo             | Euskaltel-Euskadi                     |
| 13       | Trofeo Internacional Bastianelli                         | 1.2  | Rocco Capasso         | Riviera Adriatica                     |
| 15       | Tres Valles Varesinos                                    | 1.HC | Stefano Garzelli      | Liquigas                              |
| 15       | Puchar Ministra Obrony Narodowej                         | 1.2  | Marcin Gębka          | DHL-Author                            |
| 15 al 18 | Tour de Limousin                                         | 2.1  | Leonardo Duque        | Cofidis                               |
| 16       | Coppa Agostoni                                           | 1.1  | Alessandro Bertolini  | Selle Italia-Serramenti Diquigiovanni |
| 16       | Gran Premio Capodarco                                    | 1.2  | Marco Bandiera        | Zalf Désirée Fior                     |
| 16 al 20 | Regio-Tour                                               | 2.1  | Andreas Klöden        | T-Mobile                              |
| 17       | Coppa Bernocchi                                          | 1.1  | Danilo Napolitano     | Lampre-Fondital                       |
| 17       | Trofeo Marini Silvano Cappelli                           | 1.2  | Julien Antomarchi     | VC La Pomme Marseille                 |
| 18       | Gran Premio Área Metropolitana de Vigo                   | 1.2  | Jacek Morajko         | Carvalhelhos-Boavista                 |
| 19       | Gran Premio Ciudad de Vigo                               | 1.2  | César Antunes         | Imoholding-Loulé Jardim               |
| 20       | Clásica de los Puertos                                   | 1.1  | Rubén Plaza           | Comunidad Valenciana                  |
| 20       | Châteauroux Classic de l'Indre                           | 1.1  | Nicolas Vogondy       | Crédit Agricole                       |
| 22       | Gran Premio de la Villa de Zottegem                      | 1.1  | René Obst             | Milram Continental                    |
| 22 al 25 | Tour de Poitou-Charentes                                 | 2.1  | Sylvain Chavanel      | Cofidis                               |
| 23       | Druivenkoers Overijse                                    | 1.1  | Russell Downing       | DFL-Cyclingnews-Litespeed             |
| 23       | GP Nobili Rubinetterie                                   | 1.1  | Paolo Longo Borghini  | Ceramica Flaminia                     |
| 23 al 27 | Gran Premio Guillermo Tell                               | 2.2U | Markus Eibegger       | Austria                               |
| 24       | Gran Premio Industria y Commercio Artigianato Carnaghese | 1.1  | Félix Cárdenas        | Barloworld                            |
| 26       | Giro del Veneto                                          | 1.HC | Rinaldo Nocentini     | Wiesenhof-Akud                        |
| 26       | Szlakiem walt mjr. Hubala                                | 1.2  | Aliaksandr Lisouski   |                                       |
| 27       | Tour de Sachsenring                                      | 1.2  | Artur Gajek           | Wiesenhof-Akud                        |
| 27       | Antwerpse Havenpijl                                      | 1.2  | Vytautas Kaupas       | Jartazi-7Mobile                       |
| 28       | Gran Premio de Beuvry-la-Forêt                           | 1.2  | Jean Zen              | V.C Roubaix                           |
| 29       | Schaal Sels                                              | 1.1  | Preben Van Hecke      | Davitamon-Lotto                       |
| 29 al 3  | Vuelta a Gran Bretaña                                    | 2.1  | Martin Pedersen       | CSC                                   |
| 29 al 3  | Giro del Valle de Aosta                                  | 2.2  | Alessandro Bisolti    | U.C Palazzago Elledent Rad Logistica  |
| 30 al 3  | Tour de Eslovaquia                                       | 2.2  | Radosław Romanik      | DHL-Author                            |
| 31       | Trofeo Melinda                                           | 1.1  | Stefano Garzelli      | Liquigas                              |
| 31 al 9  | Tour del Porvenir                                        | 2.1  | Moisés Dueñas         | Agritubel                             |

### Septiembre 2006
| Fecha    | Carrera                                | Cat. | Ganador                     | Equipo                                      |
| -------- | -------------------------------------- | ---- | --------------------------- | ------------------------------------------- |
| 1 al 3   | Roserittet                             | 2.2  | Jos van Emden               | Rabobank Continental                        |
| 2        | Coppa Placci                           | 1.HC | Rinaldo Nocentini           | Wiesenhof-Akud                              |
| 2        | Tour de Rijke                          | 1.1  | Graeme Brown                | Rabobank                                    |
| 3        | Gran Premio Jef Scherens               | 1.1  | Marcel Sieberg              | Wiesenhof-Akud                              |
| 3        | Giro de la Romagna                     | 1.1  | Santo Anzà                  | Selle Italia-Serramenti Diquigiovanni       |
| 3        | Dúo Normando                           | 1.2  | Ondřej Sosenka Radek Blahut | Acqua & Sapone PSK Whirlpool-Hradec Kralove |
| 6        | Memorial Rik Van Steenbergen           | 1.1  | Niko Eeckhout               | Chocolade Jacques-Topsport Vlaanderen       |
| 7 al 10  | Giro de Toscana                        | 2.2  | Przemysław Niemiec          | Miche                                       |
| 8 al 16  | Tour de Bulgaria                       | 2.2  | Ivaïlo Gabrovski            | Flanders                                    |
| 9        | París-Bruselas                         | 1.HC | Robbie McEwen               | Davitamon-Lotto                             |
| 9 al 10  | Triptyque des Barrages                 | 2.2U | Jos van Emden               | Rabobank Continental                        |
| 10       | Tour de Nuremberg                      | 1.1  | Gerald Ciolek               | Wiesenhof-Akud                              |
| 10       | Gran Premio de Fourmies                | 1.HC | Philippe Gilbert            | Française des Jeux                          |
| 10       | Chrono Champenois                      | 1.2  | Matti Helminen              | Driving Force Logistics                     |
| 13       | Gran Premio de Valonia                 | 1.1  | Philippe Gilbert            | Française des Jeux                          |
| 13 al 17 | Drei-Länder-Tour                       | 2.1  | Sebastian Lang              | Gerolsteiner                                |
| 14       | Tour de Voivodina                      | 1.2  | Jure Kocjan                 | Radenska Powerbar                           |
| 15       | Campeonato de Flandes                  | 1.1  | Niko Eeckhout               | Chocolade Jacques-Topsport Vlaanderen       |
| 15 al 16 | Gran Premio de la Somme                | 2.2  | Romain Feillu               | CC Nogent-sur-Oise                          |
| 16       | Gran Premio Ciudad de Misano Adriático | 1.1  | Daniele Bennati             | Lampre-Fondital                             |
| 16       | Giro del Canavese                      | 1.2U | Francesco Gavazzi           | Lampre-Fondital                             |
| 17       | G. P. Industria y Comercio de Prato    | 1.1  | Daniele Bennati             | Lampre-Fondital                             |
| 17       | Gran Premio de Isbergues               | 1.1  | Cédric Vasseur              | Quick Step-Innergetic                       |
| 17       | Trofeo Gianfranco Bianchin             | 1.2  | Matic Strgar                | Radenska Powerbar                           |
| 20       | Circuito de Houtland                   | 1.1  | Artur Gajek                 | Wiesenhof-Akud                              |
| 23       | Delta Profronde                        | 1.1  | Steven de Jongh             | Quick Step-Innergetic                       |
| 26       | Circuit de l'Escaut                    | 1.1  | Danilo Hondo                | Lamonta                                     |
| 26       | Ruota d'Oro                            | 1.2  | Sergey Kolesnikov           | Omnibike Dynamo Moscou                      |
| 28 al 1  | Circuito Franco-Belga                  | 2.1  | Kevin Van Impe              | Quick Step-Innergetic                       |
| 30       | Memorial Cimurri                       | 1.1  | Enrico Gasparotto           | Liquigas                                    |

### Octubre 2006
| Fecha | Carrera                    | Cat. | Ganador            | Equipo                  |
| ----- | -------------------------- | ---- | ------------------ | ----------------------- |
| 3     | Giro de Münsterland        | 1.1  | Paul Martens       | Skil-Shimano            |
| 5     | Coppa Sabatini             | 1.1  | Giovanni Visconti  | Milram                  |
| 5     | París-Bourges              | 1.1  | Thomas Voeckler    | Bouygues Telecom        |
| 7     | Giro de Emilia             | 1.HC | Davide Rebellin    | Gerolsteiner            |
| 8     | Gran Premio Bruno Beghelli | 1.1  | Sergio Marinangeli | Naturino-Sapore di Mare |
| 8     | París-Tours sub-23         | 1.2U | Huub Duyn          | Rabobank Continental    |
| 12    | Giro del Piemonte          | 1.HC | Daniele Bennati    | Lampre-Fondital         |

## Clasificaciones finales
- Las clasificaciones finalizaron de la siguiente forma:[4]

### Individual
| Posición | Ciclista             | Equipo | Puntos |
| -------- | -------------------- | ------ | ------ |
| 1º       | Niko Eeckhout        | JAC    | 709    |
| 2.º      | Danilo Hondo         | TLM    | 688    |
| 3.º      | Rinaldo Nocentini    | ASA    | 582    |
| 4.º      | Sergey Kolesnikov    | ODM    | 514    |
| 5.º      | Luca Mazzanti        | PAN    | 491    |
| 6º       | Baden Cooke          | UNI    | 454    |
| 7.º      | Alexander Khatuntsev | ODM    | 451    |
| 8º       | Andrea Tonti         | ASA    | 441    |
| 9.º      | Ricardo Serrano      | KAI    | 379    |
| 10.º     | Ruslan Pidgornyy     | TEN    | 358    |

| 11.º | Gerald Ciolek     | WIE | 313 |
| 12.º | Jure Golčer       | PER | 311 |
| 13.º | Bert De Waele     | LAN | 309 |
| 14.º | Robert Gesink     | RB3 | 309 |
| 15.º | Santo Anzà        | CLM | 303 |
| 16.º | Markus Eichler    | TRS | 295 |
| 17.º | Francesco Gavazzi | -   | 292 |
| 18.º | Ivaïlo Gabrovski  | FLA | 283 |
| 19.º | Mikel Gaztanaga   | ATO | 267 |
| 20.º | Marcin Sapa       | KNF | 265 |

### Equipos
| Posición | Equipo                                | Puntos |
| -------- | ------------------------------------- | ------ |
| 1º       | Acqua & Sapone-Caffè Mokambo          | 1751   |
| 2.º      | Unibet.com                            | 1665   |
| 3.º      | Omnibike Dynamo Moscow                | 1509   |
| 4.º      | Rabobank Continental                  | 1489   |
| 5.º      | Chocolade Jacques-Topsport Vlaanderen | 1475   |
| 6.º      | Ceramica Panaria-Navigare             | 1416   |
| 7.º      | Perutnina Ptuj                        | 1242   |
| 8.º      | Barloworld                            | 1225   |
| 9.º      | Wiesenhof-Akud                        | 1177   |
| 10.º     | Comunidad Valenciana                  | 1130   |

| 11.º | Tenax-Salmilano                       | 1107 |
| 12.º | Knauf                                 | 1038 |
| 13.º | Kaiku                                 | 1016 |
| 14.º | Agritubel                             | 993  |
| 15.º | Landbouwkrediet-Colnago               | 992  |
| 16.º | Skil-Shimano                          | 927  |
| 17.º | Lamonta                               | 916  |
| 18.º | Bretagne-Jean Floc'h                  | 872  |
| 19.º | Selle Italia-Serramenti Diquigiovanni | 767  |
| 20.º | Naturino-Sapore di Mare               | 752  |

### Países
| Posición | País         | Puntos |
| -------- | ------------ | ------ |
| 1º       | Italia       | 3264   |
| 2.º      | Alemania     | 2485   |
| 3.º      | Bélgica      | 2373   |
| 4.º      | España       | 2368   |
| 5.º      | Rusia        | 2277   |
| 6.º      | Países Bajos | 2172   |
| 7.º      | Polonia      | 1793   |
| 8.º      | Eslovenia    | 1552   |
| 9.º      | Francia      | 1449   |
| 10.º     | Ucrania      | 1292   |

| 11.º | Portugal        | 1199 |
| 12.º | Reino Unido     | 983  |
| 13.º | Eslovaquia      | 961  |
| 14.º | República Checa | 956  |
| 15.º | Bielorrusia     | 776  |
| 16.º | Bulgaria        | 760  |
| 17.º | Dinamarca       | 732  |
| 18.º | Noruega         | 711  |
| 19.º | Austria         | 683  |
| 20.º | Croacia         | 625  |